# 内田良平 (写真家)
内田 良平（うちだ りょうへい、1936年 - 2019年7月1日）は、おもに山岳写真を手がけた日本の写真家、著作家。

## 経歴
神奈川県横浜市出身。1954年に東京都立芝商業高等学校を卒業した。
1959年にベルニナ山岳会に入会し、以降、登山活動とともに山岳写真に取り組む。1970年に山岳写真家として独立し、以降は国内外各地で撮影を重ね、ネパール側のヒマラヤ山脈への取材旅行は、生涯に80回以上に及んだという。
1970年代からヒマラヤ・カメラトレッキングを組織し、1979年にはその参加者を中心に閑良屋会（ヒマラヤカイ）を結成して、以降、年1回の写真展「内田良平と閑良屋会（ヒマラヤカイ）山岳写真展「遥かなる山」」を開催し続けた。この展覧会は、フジフィルムスクエアなどを会場に回を重ねたが、内田の死後、2019年11月に第41回を横浜市のみなとみらいギャラリーで開催して終了した。
ベルニナ山岳会会員のほか、日本山岳写真集団同人、日本山岳会会員などでもあった。

## おもな著書・写真集

### 単著
- アルプス縦断35日、山と渓谷社、1965年
- ヒマラヤ：ネパールの雪と岩と光（カラーフォト・シリーズ）、朝日ソノラマ、1980年
- ネパール歩く・見る・撮る：トレッキングガイド、東京新聞出版局、1981年
- 山岳写真プラス1（ハイテクニック写真講座 4）、朝日ソノラマ、1981年
- ここらでビバーク：アフリカの山回想、中央公論社、1983年
- ネパール百描、小学館、1985年
- すぐ役立つ山の写真の撮り方、東京新聞出版局、1988年
- ネパールトレッキングガイド：歩く・見る・撮る、東京新聞出版局、1989年
- エベレスト街道、山と渓谷社、1989年
- （内田 撮影）ヒマラヤ：巨峰14座と高峰、時事通信社、1990年
- 槍・穂高・上高地：カラー版、東京新聞出版局、1990年
- （Ryohei Uchida）Trekking Mount Everest, Chronicle Books, 1991
- カトマンズ百景、山と渓谷社、1992年
- アンナプルナ周遊、山と渓谷社、1993年
- すぐ役立つ新・山の写真の撮り方、東京新聞出版局、1998年
- 日本百名山：写真集、朝日ソノラマ、1999年
- ヒマラヤ50峰、朝日ソノラマ、2001年
- ヒマラヤ百花、朝日ソノラマ、2002年

### 共著など
- （西島武郎 絵、内田は文を担当）山の基本技術手帳、山と渓谷社、1981年
- （田中清光 文、内田は撮影を担当）上高地、時事通信社、1988年
- （中村昌之との共著）ネパール・ヒマラヤトレッキング案内、山と渓谷社、1995年
  - （Masayuki Nakamura & Ryohei Uchida）Les plus beaux trekkings du Népal, Glénat, 1997（フランス語訳 Dominique Vulliamy）
- （閑良屋会 撮影、内田 監修）遥かなる山 2（Bee books）、光村印刷、1998年
- （閑良屋会 撮影、内田 監修）遥かなる山 3、遊人工房、2003年
- （閑良屋会 撮影、内田 監修）遥かなる山 4、遊人工房、2008年
- （閑良屋会 撮影、内田 監修）遥かなる山 5、遊人工房、2013年